# 黃膺勳
黃膺勳（1970年6月21日—），臺灣男演员，童星出身，以電影為主，曾入圍金馬獎，成年後則演出電視劇，以反派深入人心。
2008年在結束民視八點檔電視劇《爱》後便舉家移民美國，現定居於紐約長島。

## 電影
| 年份   | 片名               | 飾演   |
| 1976年 | 《梅花》           | 林繼先 |
| 1978年 | 《日落北京城》     |        |
| 1980年 | 《愛的小草》       |        |
| 1988年 | 《記得當時年紀小》 | 花暮男 |

## 電視劇
| 拍攝年份 | 播出頻道 | 劇名                               | 飾演         |
|          | 台視     | 《中國民間故事》狐女               | 劉三郎       |
|          | 台視     | 《中國民間故事》人狐情仇           | 王孜         |
|          | 台視     | 《中國民間故事》九尾玉面狐         | 周信         |
|          | 台視     | 《中國民間故事》花田錯             | 卞姬         |
|          | 台視     | 《中國民間故事》鍘判官             | 顏春敏       |
|          | 台視     | 《中國民間故事》賣香屁             | 馬群         |
|          | 台視     | 《中國民間故事》十三妹             | 安驥         |
|          | 台視     | 《可憐的戀花再會吧》               |              |
| 1994     | 台視     | 《貴客臨門》                       | 莫然         |
| 1994     | 台視     | 《莫那魯道》                       | 尤敏         |
| 1994年   | 中視     | 《大巡按蕃薯官》                   |              |
| 1994年   | 中視     | 《媽祖出巡》                       |              |
| 1994年   | 華視     | 《劉伯溫傳奇》青風偃月             | 斐傑         |
| 1995年   | 華視     | 《劉伯溫傳奇》儼然記               | 陶紫煙       |
| 1995年   | 華視     | 《劉伯溫傳奇》月證山盟             | 郭天虎       |
| 1995年   | 華視     | 《劉伯溫傳奇》海棠血淚             | 孫伯安       |
| 1995年   | 華視     | 《劉伯溫傳奇》魂歸離恨天           | 何志文       |
| 1996年   | 中視     | 《情字這條路》                     | 吳建文       |
| 1996年   | 中視     | 《天師鍾馗》包公三請鍾馗           | 高仲同       |
| 1996年   | 台視     | 《情劍山河》                       | 王彥昇       |
| 1996年   | 華視     | 《三國英雄傳之關公》               | 關平         |
| 1997年   | 民視     | 《江湖奇俠傳》                     | 胤禵         |
| 1998年   | 華視     | 《施公奇案》母親阿霞               | 李竹生       |
| 1998年   | 民視     | 《春天後母心》                     | 李文平       |
| 1999年   | 民視     | 《狀元親家》                       | 高明昌       |
| 1999年   | 民視     | 《富貴在天》                       | 陳家宏       |
| 2000年   | 民視     | 《民視劇場－她不俗，她是我阿母！》 | 林天賜       |
| 2000年   | 民視     | 《長男的媳婦》                     | 賴連勝(客串) |
| 2000年   | 民視     | 《將心比心》                       | 賴連勝       |
| 2001年   | 民視     | 《情義》                           | 劉文賢       |
| 2002年   | 民視     | 《世間路》                         | 吳天賜       |
| 2004年   | 民視     | 《慾望人生》                       | 楊康泰       |
| 2005年   | 民視     | 《意難忘》                         | 高茂雄       |
| 2006年   | 民視     | 《再生緣》                         | 王仁杰       |
| 2007年   | 民視     | 《愛》                             | 洪志忠       |

## 獎項紀錄
金馬獎
| 年份   | 獲提名         | 獎項                         | 結果 |
| ------ | -------------- | ---------------------------- | ---- |
| 1978年 | 《日落北京城》 | 第15屆金馬獎最佳劇情片童星獎 | 提名 |
| 1980年 | 《愛的小草》   | 第17屆金馬獎最佳劇情片童星獎 | 提名 |

## 代言
1998年8月27日，與洪瑋一同為卡通電影「金田一少年事件簿」當代言人。

## 外部連結
- 黃膺勳在香港影庫上的簡介